# Slittino ai I Giochi olimpici giovanili invernali - Singolo femminile
La gara del singolo ragazze di slittino ai I Giochi olimpici giovanili invernali di Innsbruck 2012 si è tenuta sulla pista dell'Olympic sliding centre di Igls il 16 gennaio. Hanno preso parte a questa gara 24 atlete in rappresentanza di 15 nazioni.

## Risultato
| Pos. | Pett. | Atleta                       | Nazione     | 1ª manche | 2ª manche | Totale   | Distacco |
| ---- | ----- | ---------------------------- | ----------- | --------- | --------- | -------- | -------- |
|      | 9     | Miriam-Stefanie Kastlunger   | Austria     | 40"107    | 40"090    | 1'20"197 |          |
|      | 3     | Saskia Langer                | Germania    | 40"056    | 40"358    | 1'20"414 | +0"217   |
|      | 11    | Ulla Zirne                   | Lettonia    | 40"184    | 40"295    | 1'20"479 | +0"282   |
| 4    | 12    | Nina Prock                   | Austria     | 40"247    | 40"352    | 1'20"599 | +0"402   |
| 5    | 5     | Summer Britcher              | Stati Uniti | 40"321    | 40"309    | 1'20"630 | +0"433   |
| 6    | 2     | Andrea Vötter                | Italia      | 40"352    | 40"393    | 1'20"745 | +0"548   |
| 7    | 6     | Ekaterina Katnikova          | Russia      | 40"441    | 40"502    | 1'20"943 | +0"746   |
| 8    | 23    | Gry Martine Mostue           | Norvegia    | 40"757    | 40"760    | 1'21"517 | +1"320   |
| 9    | 10    | Olena Stec'kiv               | Ucraina     | 40"837    | 40"800    | 1'21"637 | +1"440   |
| 10   | 1     | Vendula Kotenová             | Rep. Ceca   | 40"809    | 40"857    | 1'21"666 | +1"469   |
| 11   | 4     | Tara Disturnal               | Canada      | 40"793    | 40"903    | 1'21"696 | +1"499   |
| 12   | 18    | Natalia Magdalena Biesiadzka | Polonia     | 41"044    | 40"921    | 1'21"965 | +1"768   |
| 13   | 20    | Galyna Kurečko               | Ucraina     | 41"107    | 40"916    | 1'22"023 | +1"826   |
| 14   | 13    | Raychel Germaine             | Stati Uniti | 40"856    | 41"324    | 1'22"180 | +1"983   |
| 15   | 14    | Anamaria Loredana Sovaiala   | Romania     | 41"233    | 41"134    | 1'22"367 | +2"170   |
| 16   | 22    | Elena Denisa Postoaca        | Romania     | 41"125    | 41"325    | 1'22"450 | +2"253   |
| 17   | 15    | Tatiana Žifčáková            | Slovacchia  | 41"080    | 41"727    | 1'22"807 | +2"610   |
| 18   | 17    | Karoline Frimo Melås         | Norvegia    | 41"604    | 41"240    | 1'22"844 | +2"647   |
| 19   | 24    | Nikola Drajnová              | Slovacchia  | 41"574    | 41"326    | 1'22"900 | +2"703   |
| 20   | 7     | Viktorija Demčenko           | Russia      | 43"006    | 40"478    | 1'23"484 | +3"287   |
| 21   | 19    | Petra Petko                  | Croazia     | 42"094    | 41"780    | 1'23"874 | +3"677   |
| 22   | 21    | Ema Bago                     | Croazia     | 42"351    | 42"379    | 1'24"730 | +4"533   |
| 23   | 8     | Maria Messner                | Italia      | 44"728    | 40"550    | 1'25"278 | +5"081   |
| DNF  | 16    | Dar'ja Kudrjavceva           | Kazakistan  | DNF       |           |          |          |

Legenda:
- Pos. = posizione
- Pett. = pettorale
- DNF = prova non completata